# Campeonato Sudamericano de Football 1955
Il Campeonato Sudamericano de Football 1955 fu la ventitreesima edizione della Copa América. Ad organizzarla fu il Cile e tutte le partite si disputarono all'Estadio Nacional di Santiago dal 27 febbraio al 30 marzo 1955.

## Nazionali partecipanti
| N° | Nazione   | Iscrizione CONMEBOL | Note                         |
| -- | --------- | ------------------- | ---------------------------- |
| 1  | Argentina | 1916                |                              |
| 2  | Brasile   | 1916                | Rinuncia                     |
| 3  | Cile      | 1916                | Nazione ospitante            |
| 4  | Uruguay   | 1916                |                              |
| 5  | Paraguay  | 1921                | Detentore Coppa America 1953 |
| 6  | Perù      | 1925                |                              |
| 7  | Bolivia   | 1926                | Rinuncia                     |
| 8  | Ecuador   | 1927                |                              |
| 9  | Colombia  | 1936                | Rinuncia                     |
| 10 | Venezuela | 1952                | Rinuncia                     |

## Formula
La formula prevedeva che le sei squadre partecipanti si affrontassero in un unico girone all'italiana, la cui prima classificata avrebbe vinto il torneo. Per ogni vittoria si attribuivano 2 punti, 1 per ogni pareggio e 0 per ogni sconfitta.

## Risultati
| Arbitro: | Rodríguez |

|                                                                 |           |                 |
| Hormazábal 27’, 47’, 53’ Díaz 31’, 35’ Meléndez 33’ Robledo 55’ | Marcatori | 64’ Villacreses |

| Arbitro: | Robles |

|                                               |           |                                     |
| Micheli 5’, 18’ (rig.), 64’, 83’ Borrello 74’ | Marcatori | 13’ Rolón 47’ Martínez 89’ Villalba |

| Arbitro: | Dykes |

|                                                      |           |                                                                     |
| Muñoz 9’ Robledo 13’, 57’ Hormazábal 52’ Ramírez 84’ | Marcatori | 35’ F. Castillo 62’ Barbadillo 63’ (rig.) Heredia 83’ Gómez Sánchez |

| Arbitro: | Brozzi |

|                                        |           |           |
| Borges 2’ Abbadie 5’ Míguez 86’ (rig.) | Marcatori | 23’ Rolón |

| Arbitro: | Robles |

|                                                 |           |  |
| Bonelli 11’ Grillo 24’ Micheli 28’ Borrello 71’ | Marcatori |  |

| Arbitro: | Robles |

|                                                        |           |                 |
| Gómez Sánchez 11’, 15’ Gonzabay 29’ (aut.), 88’ (aut.) | Marcatori | 34’, 61’ Matute |

| Arbitro: | Brozzi |

|                          |           |                 |
| Muñoz 30’ Hormazábal 72’ | Marcatori | 24’, 41’ Galván |

| Arbitro: | Robles |

|                       |           |  |
| Rolón 16’, 32’ (rig.) | Marcatori |  |

| Arbitro: | Rodríguez |

|                         |           |                        |
| Grillo 7’ Cecconato 41’ | Marcatori | 23’, 57’ Gómez Sánchez |

| Arbitro: | Rodríguez |

|                                                 |           |  |
| Meléndez 10’, 52’ Muñoz 77’, 79’ Hormazábal 82’ | Marcatori |  |

| Arbitro: | Brozzi |

|           |           |           |
| Terry 33’ | Marcatori | 65’ Rolón |

| Arbitro: | González |

|                                                 |           |                   |
| Galván 4’ Míguez 12’ Abbadie 26’, 80’ Pérez 54’ | Marcatori | 36’ (rig.) Matute |

| Arbitro: | Robles |

|                                                     |           |            |
| Micheli 37’, 61’ Labruna 39’, 71’, 87’ Borrello 76’ | Marcatori | 32’ Míguez |

| Arbitro: | Robles |

|                                   |           |           |
| R. Castillo 11’ Gómez Sánchez 68’ | Marcatori | 72’ Morel |

| Arbitro: | Rodríguez |

|  |           |             |
|  | Marcatori | 59’ Micheli |

## Classifica finale
| Pos. | Squadra   | Pt | G | V | N | P | GF | GS | DR  |
| ---- | --------- | -- | - | - | - | - | -- | -- | --- |
| 1.   | Argentina | 9  | 5 | 4 | 1 | 0 | 18 | 6  | +12 |
| 2.   | Cile      | 7  | 5 | 3 | 1 | 1 | 19 | 8  | +11 |
| 3.   | Perù      | 6  | 5 | 2 | 2 | 1 | 13 | 11 | +2  |
| 4.   | Uruguay   | 5  | 5 | 2 | 1 | 2 | 12 | 12 | 0   |
| 5.   | Paraguay  | 3  | 5 | 1 | 1 | 3 | 7  | 14 | -7  |
| 6.   | Ecuador   | 0  | 5 | 0 | 0 | 5 | 4  | 22 | -18 |

## Classifica marcatori
8 gol
- Rodolfo Micheli.

6 gol
- Hormazábal;
- Gómez Sánchez.

5 gol
- Rolón.

4 gol
- Muñoz.

3 gol
- Borrello e Labruna;
- J. Robledo e Meléndez;
- Matute;

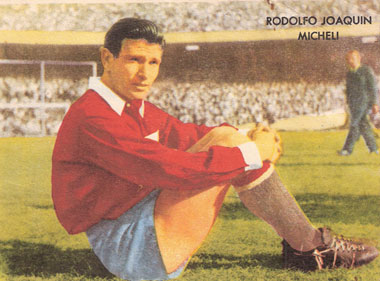
Rodolfo Micheli con la maglia dell'Independiente

- Abbadie, Galván e Míguez.

2 gol
- Grillo;
- Díaz Zambrano.

1 gol
- Bonelli e Carlos Cecconato;
- Ramírez Banda;
- Villacreses;
- Martínez e Villalba;
- Barbadillo, F. Castillo, Heredia, R. Castillo e Terry;
- Borges, Pérez e Morel.

autogol
- Gonzabay (2, pro Perù).

## Arbitri
- Juan Brozzi
- Carlos Robles
- Harry Dykes
- Roberto González
- Washington Rodríguez